# Саратовцева, Наталья Алексеевна
Наталья Алексеевна Саратовцева (3 октября 1989) — российская и азербайджанская футболистка, защитница. Выступала за сборную Азербайджана.

## Биография

### Клубная карьера
Выступала за свою карьеру в российских командах «Приалит» (Реутов), «Химки», «Надежда» (Ногинск), «Энергия» (Воронеж), «Россиянка», «Зоркий». В составе «Зоркого» — чемпионка России сезона 2012/13, серебряный призёр в сезонах 2011/12 и 2014, финалистка Кубка России 2012 года. В составе «Россиянки» и «Зоркого» участвовала в матчах еврокубков.

### Карьера в сборной
В составе молодёжной сборной России стала бронзовым призёром чемпионата Европы 2006, серебряным призёром Универсиады 2007.

### Скандал
В 2009 году выступала за национальную сборную Азербайджана. Впоследствии выяснилось, что выступление было по поддельному паспорту на имя Наталия Суворовцева, что привело к 10 месячной дисквалификации.